# Entrenadores del Valencia Club de Fútbol
El Valencia Club de Fútbol ha tenido un total de 57 entrenadores de fútbol a lo largo de su historia. En sus comienzos los jugadores del equipo recibían consejos tanto de amigos como de jugadores y exjugadores de otros equipos que acudían a jugar a Algirós, como fueron los casos de Juan Armet "Kinke" y Agustín Sancho, mientras los propios jugadores del equipo decidían quienes jugaban y su posición.
El primer entrenador que tuvo el club fue el checoslovaco Antón Fivébr, quien estuvo al frente del equipo desde 1923 hasta 1927, y en una segunda etapa desde 1929 hasta 1931, siendo de esta manera uno de los que entrenadores que más tiempo ocuparon el banquillo che (6 años), junto a Jacinto Quincoces (7 años) y Alfredo Di Stéfano (5 años), siendo este último a la vez el técnico que más partidos en Primera División dirigió al Valencia CF con 207 partidos. 
La mayoría de entrenadores que ha tenido el Valencia CF han sido españoles. De los 55 entrenadores del club, 31 han sido españoles y 26 extranjeros. En algunos casos, los entrenadores españoles han sido exjugadores del club que accedieron al cargo tras el cese del entrenador titular, como fueron los casos de Eduardo Cubells, Pasieguito, Mundo o Manolo Mestre.
Las nacionalidades principales de los entrenadores no españoles han sido la argentina (7 técnicos), yugoslavos/serbios (4) e inglesa (4). El club también ha tenido dos entrenadores uruguayos, dos brasileños, dos holandeses, dos italianos, un paraguayo, un francés y un checoslovaco. Mientras que la procedencia de la mayoría de entrenadores españoles que entrenaron en el club ha sido valenciana (8) y vasca (7).

## Cronología de los entrenadores[1][2]
| - 1923-1927: Antón Fivébr - 1927-1929: James Elliott - 1929-1931: Antón Fivébr - 1931-1933: Rodolfo Galloway - 1933-134: Jack Greenwell - 1934-1935: Antón Fivébr - 1935-1936: Andrés Balsa - 1939-1942: Ramón Encinas Dios - 1942-1943: Leopoldo Costa "Rino" - 1943-1946: Eduardo Cubells - 1946-1948: Luis Casas Pasarín - 1948: Picolín Reig - 1948-1954: Jacinto Quincoces - 1954-1956: Carlos Iturraspe - 1956-1958: Luis Miró - 1958-1959: Jacinto Quincoces - 1959-1960: Pedro Otto Bumbel - 1960-1962: Domingo Balmanya - 1962-1963: Alejandro Scopelli - 1963-1964: Bernardino Pérez "Pasieguito" - 1964-1965: "Mundo" - 1965-1966: Sabino Barinaga - 1966-1968: "Mundo" - 1968-1969: José Iglesias "Joseíto" - 1969-1970: Enrique Buqué - Salvador Artigas - 1970-1974: Alfredo Di Stéfano - 1974-1975: Milovan Ćirić - 1975-1975: Dragoljub Milošević - 1975-1976: Manolo Mestre - 1976-1977: Heriberto Herrera - 1977: Manolo Mestre - 1977-1979: Marcel Domingo - 1979: Bernardino Pérez "Pasieguito" - 1979-1980: Alfredo Di Stéfano - 1980-1982: Bernardino Pérez "Pasieguito" - 1982: Manolo Mestre - 1982-1983: Miljan Miljanić - 1983: Koldo Aguirre - 1983-1984: Paquito García Gómez - 1984-1985: Roberto Gil - 1985-1986: Óscar Rubén Valdez | - 1986-1988: Alfredo Di Stéfano - 1988: Roberto Gil - 1988-1991: Víctor Espárrago - 1991-1993: Guus Hiddink - 1993: Francisco Real - 1993-1994: Héctor Núñez - 1994: José Manuel Rielo - 1994: Guus Hiddink - 1994-1995: Carlos Alberto Parreira - 1995: José Manuel Rielo - 1995-1997: Luis Aragonés - 1997: Jorge Valdano - 1997: José Manuel Rielo - 1997-1999: Claudio Ranieri - 1999-2001: Héctor Cúper - 2001-2004: Rafael Benítez - 2004-2005: Claudio Ranieri - 2005: Antonio López Habas - 2005- 2007: Quique Sánchez Flores - 2007: Óscar Rubén Fernández Romero - 2007 - 2008: Ronald Koeman - 2008: Salvador González "Voro" - 2008-2012: Unai Emery - 2012: Mauricio Pellegrino - 2012: Salvador González "Voro" - 2012-2013: Ernesto Valverde - 2013: Miroslav Djukić - 2013-2014: Juan Antonio Pizzi - 2014-2015: Nuno Espírito Santo - 2015: Salvador González "Voro" - 2015-2016: Gary Neville - 2016: Pako Ayestarán - 2016: Salvador González "Voro" - 2016: Cesare Prandelli - 2016-2017: Salvador González "Voro" - 2017-2019: Marcelino García Toral - 2019-2020 : Albert Celades - 2020: Salvador González "Voro" - 2020-2021: Javi Gracia - 2021: Salvador González "Voro" - 2021-2022: José Bordalás - 2022-2023: Gennaro Gattuso |

- 2023: Salvador González "Voro"
- 2023-2024: Rubén Baraja "Pipo"
- 2024-2025: Carlos Corberán

## Nacionalidad de los entrenadores
- Españoles (35):

-  Valencianos (10): Leopoldo Costa Rino, Eduardo Cubells, Manolo Mestre, Roberto Gil, Paco Real, José Manuel Rielo , Óscar Fernández, Salvador González "Voro", José Bordalás y Carlos Corberán.
-  Vascos (8): Jacinto Quincoces, Carlos Iturraspe, Bernardino Pérez "Pasieguito", Edmundo Suárez "Mundo", Sabino Barinaga, "Koldo" Aguirre, Unai Emery y Pako Ayestarán.
-  Catalanes (5): Luis Miró, Domingo Balmanya, Salvador Artigas, Enrique Buqué y Albert Celades.
-  Madrileños (3): Luis Aragonés, Rafael Benítez y Quique Sánchez Flores.
-  Gallegos (3): Andrés Balsa, Ramón Encinas Dios y Luis Casas Pasarín.
-  Andaluz (1): Antonio López.
-  Castellanoleonés (2): José Iglesias Joseíto y Rubén Baraja.
-  Asturiano (2): Francisco García "Paquito" y Marcelino García Toral.
-  Extremeño (1): Ernesto Valverde

- Argentinos: (7) Alejandro Scapelli, Alfredo Di Stéfano, Óscar Rubén Valdez, Jorge Valdano, Héctor Cúper, Mauricio Pellegrino y Juan Antonio Pizzi.
- / Yugoslavos/Serbios (4): Milovan Ciric, Dragoljub Milosevic, Miljan Miljanic y Miroslav Djukić.
- Ingleses (4): James Elliott, Rodolfo Galloway, Jack Greenwell y Gary Neville
- Italianos (3): Claudio Ranieri, Cesare Prandelli y  Gennaro Gattuso.
- Brasileños (2): Pedro Otto Bumbel y Carlos Alberto Parreira.
- Uruguayos (2): Víctor Espárrago y Héctor Nuñez.
- Neerlandeses (2): Guus Hiddink y Ronald Koeman.
- Paraguayos (1): Heriberto Herrea.
- Checoslovacos (1): Anton Fivber.
- Franceses (1): Marcel Domingo.
- Portugueses (1): Nuno Espírito Santo.

## Récords de entrenadores

### Más partidos en Primera División
- Alfredo Di Stéfano : 207 partidos.
- Unai Emery : 204 partidos.
- Jacinto Quincoces : 188 partidos.
- Rafael Benítez : 114 partidos.
- Víctor Espárrago : 114 partidos.

### Más títulos
- Rafael Benítez (3): 2 Ligas y 1 Copa de la UEFA
- Jacinto Quincoces (3): 2 Copas del Rey y 1 Copa Eva Duarte
- Alfredo Di Stéfano (2): 1 Liga y 1 Recopa de Europa
- Bernardino Pérez "Pasieguito" (2): 1 Copa del Rey y 1 Supercopa de Europa
- Claudio Ranieri (2): 1 Copa del Rey y 1 Supercopa de Europa
- Ramón Encinas Dios (2): 1 Liga y 1 Copa del Rey
- Marcelino García Toral : 1 Copa del Rey